# Драйвер на ночь
«Дра́йвер на ночь» (англ. Stretch) — американский художественный фильм в жанре криминальной комедии режиссёра Джо Карнахана по его собственному сценарию, вышедший в 2014 году. Главные роли в фильме исполнили Патрик Уилсон, Эд Хелмс, Джеймс Бэдж Дейл, Бруклин Деккер, Джессика Альба и Крис Пайн. Уилсон изображает главного героя, борющегося с проблемами водителя лимузина, жизнь которого оказывается в опасности после того, как он подбирает таинственного миллионера (Пайн).
Первоначально планировалось, что фильм будет показан в кинотеатрах США 21 марта 2014 года. Однако всего за месяц до этой даты Universal Pictures вычеркнула его из своего расписания, и, в конце концов, с 14 октября 2014 года стала распространять его посредством услуги видео по запросу.

## Сюжет
Мужчину по прозвищу Стрэтч выбрасывает из машины после ДТП, в котором другой водитель, Кэндис, проигнорировала красный свет. Чудом уцелев, он предъявляет претензии Кэндис, и это только для того, чтобы мгновенно влюбиться в неё. Через год Стрэтч решает отказаться от своих пристрастий к кокаину и азартным играм. Как только Стрэтч решает сделать ей предложение, Кэндис внезапно бросает его. Обиженный внезапным отказом Стрэтч превращает свою жизнь в спираль неудач и саморазрушения, в которых он винит Кэндис. Будучи неудачливым актёром, он работает в Лос-Анджелесе водителем лимузина. И хотя он бросил азартные игры, он остаётся должным букмекеру Игнасио 6000 долларов, который требует, чтобы долг был выплачен до полуночи. В это же самое время Стрэтчу начинает мерещиться желчный призрак другого неудачливого актёра и водителя лимузина по имени Карл, который совершил самоубийство прямо на глазах у своих пассажиров.
Его начальник, Нассим, вызывает его в свой офис и сообщает ему, что их главный соперник, таинственный человек, о котором известно только, что его зовут Джови, перехватывает у них клиентов. И если они не перехватят клиентов у Джови, то Нассим вынужден будет свернуть своё дело. Не понимая, как он сможет сохранить свою работу и выплатить долги, Стрэтч находит время для того, чтобы назначить свидание вслепую с женщиной на сайте онлайн-знакомств. В то же самое время он умоляет Чарли, свою отзывчивую сотрудницу и администратора компании, направлять всех высокооплачиваемых клиентов ему. Когда Джови перехватывает его первого клиента, актёра Дэвида Хассельхоффа, Чарли посылает Стрэтча перехватить одного из клиентов Джови, Рэя Лиотту. Лиотта поручает Стрэтчу вернуть пистолет и значок из реквизита, которые он нечаянно захватил с собой. Прежде чем Стрэтч успевает это сделать, Чарли посылает ему другого клиента, Роджера Кэроса, чудаковатого миллионера с репутацией законченного гедониста. Кэрос спускается голым на парашюте в условленном месте и предлагает Стрэтчу выплатить его игорный долг в том случае, если он послужит ему без всяких вопросов.
В то время, пока Стрэтч возит Кэроса по эксклюзивным ночным клубам и модным заведениям сомнительной законности, Карл ругает его за то, что он подвергает себя всё большему и большему риску, как личному так и юридическому, за такую небольшую сумму денег. Конечный пункт назначения Кэроса — тайный секс-клуб. Кэрос даёт Стрэтчу 100 минут на то, чтобы вернуться в клуб с важным для него портфелем и запасом кокаина. Когда Стрэтч пытается забрать портфель, он узнаёт от Лорана, французского шантажиста, о том, что Кэрос обещал обменять бухгалтерскую книгу на содержимое портфеля. Используя реквизит Лиотты Стрэтч убеждает Лорана и его людей поверить в то, что он — офицер полиции, и они отдают ему портфель. Покидая ночной клуб он видит Кэндис и небрежно намекает ей, что теперь он — успешный и важный человек. Когда Кэндис проявляет к нему интерес, он отвергает её. Будучи невпечатлённым всем этим Карл продолжает упрекать его в неправильном поведении.
Стрэтч добывает кокаин у звезды телевизионного реалити-шоу, которая затем угоняет у него лимузин. Тем временем Лиотта жалуется Нассиму, который увольняет Стрэтча. Несмотря на всё это, Стрэтч возвращает себе лимузин, который уже разбит, и только для того, чтобы тут же его подцепил своим эвакуатором Борис, брат Джови. Стрэтч снова возвращает себе лимузин, хотя сообщается, что он был угнан. Стрэтч по-быстрому уговаривает оператора системы безопасности лимузина поверить в то, что он — полицейский, чья жизнь находится в опасности из-за того, что идёт перестрелка. По возвращении Кэрос возмущается тем, что Стрэтч опоздал на одну минуту. Когда же Игнасио также начинает возмущаться тем, что он опаздывает с оплатой, Стрэтч договаривается встретиться с ним в пункте назначения, в который он везёт Роджера Кэроса. Там Кэрос бросает Стрэтча в пользу Джови и Бориса, хотя за него и заступается Игнасио. Тут также появляется Лоран, который, как выясняется, является агентом ФБР и арестовывает Кэроса, который разыскивается за присвоение чужих средств. Когда же Кэрос готовится убить Лорана, скрытно напав на него, Стрэтч отвлекает его, спасает жизнь Лорана и сбегает.
Позже, в закусочной, Стрэтч отдаёт бухгалтерскую книгу Лорану, который решает не арестовывать Стрэтча и хвалит его за актёрские способности. Стрэтч оглядывает закусочную и понимает, что оказался на месте встречи, которое назначил на свидании вслепую. Он с удивлением обнаруживает, что женщина, с которой он договаривался встретиться через Интернет, уже здесь, и что это — Чарли; они смеются и целуются.

## В ролях
- Патрик Уилсон[4] — Кевин «Стрэтч» Бжизовски, неудачливый водитель лимузина и начинающий актёр, задолжавший деньги шайке мексиканцев.
- Крис Пайн — Роджер Кэрос, чудаковатый миллионер, разыскиваемый ФБР. Пайн остался неуказанным в титрах[4].
- Эд Хелмс — Карл, успешный водитель лимузина, покончивший с собой. Он появляется как галлюцинация Стрэтча[4].
- Джессика Альба — Чарли, администратор лимузиновой компании Стрэтча и одна из его немногих друзей[5].
- Джеймс Бэдж Дейл[6] — Лоран, агент ФБР, пытающийся поймать Кэроса.
- Бруклин Деккер — Кэндис, бывшая девушка Стрэтча[4].
- Бен Брэй — Игнасио, букмекер, которому Стрэтч должен деньги.
- Рэнди Кутюр — Джови, соперничающий водитель.
- Мэтт Уиллиг — Борис, грозный брат Джови и водитель эвакуатора.
- Шон Тоуб — Нассим, начальник Стрэтча.
- Рэй Лиотта — сыграл самого себя.
- Дэвид Хассельхофф — сыграл самого себя.
- Норман Ридус — сыграл самого себя.
- Шон Уайт — сыграл самого себя.
- Кристофер Майкл Холли — Цезарь, охранник, который ссорится со Стрэтчем.
- Джейсон Мандзукас — Мэнни, парковщик.
- Кит Джардин — швейцар.

## Создание
Съёмки фильма начались в 2013 году.

## Выход
Изначально фильм должен был выйти в кинопрокат США 21 марта 2014 года. 21 января 2014 Universal Pictures отменила мартовский выпуск фильма, что было названо изданием The Hollywood Reporter «очевидно беспрецедентным шагом» (англ. an apparently unprecedented move). Продюсер фильма Джейсон Блум не смог заинтересовать других дистрибьютеров этим фильмом, поэтому его выпуск в театральный кинопрокат был отменён Universal Pictures, которая не захотела тратить 20—40 миллионов долларов, которые потребовались бы на продвижение и выпуск фильма в кинотеатрах.
25 сентября был выпущен первый официальный трейлер. 7 октября 2014 года фильм был выпущен в онлайн-сервисах iTunes и Amazon.com, а с 14 октября 2014 стал распространяться посредством услуги видео по запросу. Желая совпасть с выпуском фильма по запросу создатели фильма выпустили видео с его съёмок, в котором показывалось, как исполнители главных ролей Уилсон и Деккер исполняют сэкс-сцену фильма. Этот выпуск привлёк внимание СМИ.

## Отзывы
Rotten Tomatoes, агрегатор рецензий, сообщает о том, что 88 % из 16 высказавшихся критиков дали о фильме положительные отзывы; средний рейтинг фильма — 6.55/10.
Игнатий Вишневецкий из The A.V. Club присвоил фильму оценку B- и назвал его «ребяческим, безумным и часто смешным». Дрю Тэйлор из IndieWire присвоила фильму оценку B+ и назвала его возможным культовым фильмом в том случае, если он сможет «достучаться» до аудитории, любящей авантюрные фильмы. Клифф Уитли из IGN присвоил фильму оценку 8.9/10 и назвал его «снежным комом из резни и комедии». Скотт Тобиас из The Dissolve назвал фильм «противной мультяшной версией голливудского нуара», в которой «уверенность и бравада смешиваются с остроумием и весельем».